# Lampona cumberland
Lampona cumberland là một loài nhện trong họ Lamponidae. Loài này được phát hiện ở Victoria.